# Баар Густав Іванович
Гу́став Іва́нович Баа́р (латис. Gustavs Bārs; 27 червня 1892, Шлок, Ризький повіт, Ліфляндська губернія, Російська імперія — 3 жовтня 1938, Москва, РРФСР, СРСР) — радянський військовий діяч, розвідник, теоретик військової справи. Учасник Першої світової війни та Громадянської війни в Росії, репресований у роки Великого терору. Реабілітований посмертно (1957).

## Біографія

### Ранні роки
Народився в місті Шлок Ризького повіту Ліфляндської губернії в родині робітника, за національністю латиш. У 1909 році закінчив три класи міського училища, після чого працював у сільському господарстві, робітником, наймитом та матросом-річником.
У вересні 1915 року призваний до армії, де проходив службу рядовим. Того ж року пройшов курс навчальної команди при 178-му піхотному запасному батальйоні, у 1916 році служив у кінно-підривній розвідці, де отримав звання молодшого унтерофіцера.
З травня 1917 року член РСДРП(б), з 1918 року — доброволець Робітничо-селянської Червоної армії.
У березні — грудні 1918 року обіймав посади помічника командира взводу 7-го латиського стрілецького полку, секретаря агітаційно-вербувального відділу Новгородського губернського виконавчого комітету та завідувача того ж відділу при губернському військкоматі.
З грудня 1918 по травень 1919 року працював заступником голови Валкського повітового виконкому новоутвореної Латвійської Соціалістичної Радянської Республіки. У травні 1919 — червні 1920 року — уповноважений Революційної військової ради (РВР) 15-ї армії з агентурної роботи. У червні 1920 — лютому 1921 року — начальник реєстраційного відділу штабу 4-ї армії.

### В УРСР
З лютого по жовтень 1921 року обіймав кілька посад у розвідувальних органах: інспектора регіструправи похідного штабу РВР, заступника начальника реєстраційного відділу штабу 16-ї армії, завідувача румунського сектора інформаційно-статистичного відділу Розвідувального управління штабу Збройних сил України і Криму. У 1921 році закінчив двомісячні розвідувальні курси в Москві.
З жовтня 1921 по липень 1922 року — начальник розвідвідділу штабу Харківського військового округу. Згодом — уповноважений Розвідуправління штабу ЗС України і Криму. З липня 1922 по травень 1923 року — начальник прикордонного розвідпункту № 3.
З травня 1923 по листопад 1933 року — начальник розвідувального відділу штабу Українського військового округу, за заступника протягом 1924—1925 та 1927—1930 років мав Юліана Гоїва.
В 1925 році був одним із авторів армійського журналу «Армия и Революция», де відзначав вагомість вивчення військового досвіду іноземних держав, в тому числі і Польщі.
У 1926 році закінчив курси удосконалення вищого командного складу при Військовій академії імені Фрунзе, після яких у службовій характеристиці згодом характеризувався як такий, що «в обстановці розбирається, але при ухваленні рішень має тенденцію до упередженості» та «в основних службах розбирається, але самостійно керувати нею не може».
Протягом 1929—1932 роках під керівництвом Баара в Українському військовому окрузі велася масова підготовка партизанів і розвідників на випадок війни, облаштовувалися схрони з продовольством і зброєю. За сприяння Густава Баара в УРСР підготували на випадок війни понад 3000 партизанів і диверсантів.
За сприяння Густава Баара у Харкові та Куп'янську створювалися спеціальні школи для підготовки партизанів і диверсантів, у Києві діяли два навчальні пункти, які очолили М. К. Кочегаров та І. Я. Лисицин. Кожен із зазначених військових навчальних закладів перебував під патронатом ОДПУ. Окрім того, функціонувала спеціальна школа 4-го (розвідувального) відділу штабу Українського військового округу, керівником якої був М. П. Мельников. В Одесі відкрилися спеціальні курси 4-го відділу.
Для навчання майбутніх партизанів і командирів на початку 1930 року в Харків направили Іллю Старинова. Після короткої ознайомчої бесіди вже 15 лютого 1930 року Старинова відкликали зі складу 4-го Коростенського Червонопрапорного залізничного полку. Його перевели у розпорядження 4-го (розвідувального) управління Штабу РСЧА і прикомандирували до 4-го (розвідувального) відділу штабу Українського військового округу, що займався організацією підготовки до партизанської війни. Робота здійснювалась по лінії 5-го відділу 4-го управління Генштабу РСЧА. Начальником відділу у штабі Київського військового округу був згаданий Густав Баар. Він окреслив коло завдань, для виконання яких і запросили Старинова. Йшлося про підготовку партизанських кадрів: Іллі Старинову належало навчати підривної справи вже досвідчених червоноармійців. Згодом цю роботу припинили за вказівкою вищих органів влади .
У 1935 році Густав Баар закінчив особливий факультет Військової академії імені Фрунзе.
17 січня 1936 р. присвоєно звання полковника.
З грудня 1935 по січень 1938 року перебував у розпорядженні Розвідувального управління РСЧА. Проживав у Харкові по вулиці Фрунзе.

### Арешт і смерть
27 січня 1938 року заарештований у Харкові, згодом етапований у Москву. Воєнною колегією Верховного суду СРСР 3 жовтня 1938 року засуджений до смертної кари за звинуваченням в участі в контрреволюційній терористичній організації. Того ж дня вирок виконано на полігоні «Комунарка» .
25 червня 1957 року посмертно реабілітований Воєнною колегією Верховного суду СРСР за відсутністю складу злочину.

## Праці
- Баар Г. Как и какую войну готовят империалиcты? Харьков, 1928. 59 с.[14].